# 로보트 태권V 90
"로보트 태권V 90"은 한국에서 제작된 김청기 감독의 1990년 SF, 가족, 모험, 애니메이션 영화이며 1976년 만들어진 만화영화 "로보트 태권브이"의 실사합성영화다. 이승형 등이 주연으로 출연하였고 김청기 등이 제작에 참여하였으며 김청기 감독은 본인(김청기) 원작,구성이자 월간 <우뢰매>에 만화로 연재한 "똘이와 태권브이"가 이런저런 사정 때문에 애니메이션화되지 못한 데다 "우뢰매"1편(외계에서 온 우뢰매)부터 에스퍼맨 역을 맡았던 심형래가 출연료 문제 때문에 "우뢰매" 5편(뉴머신 우뢰매)을 끝으로 대원동화행 열차를 탄 뒤 한정호로 에스퍼맨이 바뀐 "우뢰매" 6편(제3세대 우뢰매 6)이 180CM의 큰 키에 준수한 마스크를 가진 개그맨에게 바보 연기를 시켰다는 혹평 탓인지 흥행에 실패하여 슬럼프에 빠진 후 절치부심한 끝에 해당 작품으로 재기를 노렸는데 "후레시맨" "마스크맨"등 수입금지 일본 특수촬영영화를 만화영화로 둔갑시킬 당시 이 같은 형식으로 만들어졌으며  깡통으로 나온 철이가 김흥국의 호랑나비 춤을 추는 것, 수엘(76년작 오리지널의 메리 대신 등장하는 안드로이드)이  에너지를 충전하기 위해 220V 콘센트에 대고 전기를 충전하는 등의 설정이 초등학생들이 보기엔 유치찬란한 수준이란 지적 외에도 수엘이 등장 내내 쓴 헬멧 뿐 아니라 우뢰매 시리즈의 데일리를 연상시키는 수엘의 에어로빅 복장과 금발머리 가발, 다스베이더를 표절한 것임이 명백한 카프의 코스튬 등 여러 가지 이유로 관객들한테 외면당하여 5399명의 굴욕적인 흥행성적에 머물렀으며 서울동화는 해당 작품을 끝으로 문을 닫았고 뒷날 이 회사 제작부장 김춘범씨가 인수하여 비유엠 영화 제작소로 재탄생했다.

## 출연

### 주연
- 이승형
- 강민경

### 조연
- 남궁원
- 박지수
- 장덕수
- 이재은

## 기타
- 원작자: 채동근
- 원작자: 조항리
- 조명: 손영철
- 조명: 손병진
- 음향: 양대호
- 주제가: 김흥국
- 미술: 조융삼
- 특수효과: 정도안
- 분장: 한혜정
- 무술연출: 오요섭
- 보조출연: 울산 중앙배우예술원
- 작화연출: 윤충국